# Militärischer Abschirmdienst
Der Militärische Abschirmdienst (MAD) ist ein deutscher militärischer Nachrichtendienst  im Geschäftsbereich des Bundesministeriums der Verteidigung (BMVg). Er besteht aus der Bundesoberbehörde Bundesamt für den Militärischen Abschirmdienst (BAMAD; bis 1984 Amt für Sicherheit der Bundeswehr – ASBw; 1984–2017 Amt für den Militärischen Abschirmdienst – MAD-Amt) und dessen nachgeordnetem Bereich. Seit dem 1. August 2017 ist das BAMAD als einzige zivile Dienststelle dem BMVg unmittelbar nachgeordnet, ohne Teil eines Organisationsbereichs zu sein. Seinen Sitz hat das BAMAD in Köln in der Konrad-Adenauer-Kaserne im Stadtteil Raderthal.
Der Militärische Abschirmdienst ist neben dem Bundesamt für Verfassungsschutz (BfV) und dem Bundesnachrichtendienst (BND) der dritte Nachrichtendienst des Bundes. Die Aufgaben und Befugnisse des MAD sind im Gesetz über den Militärischen Abschirmdienst (MADG) in Verbindung mit dem Bundesverfassungsschutzgesetz (BVerfSchG) sowie im Sicherheitsüberprüfungsgesetz (SÜG) geregelt.

## Aufgaben
Der MAD als abwehrender Militärnachrichtendienst nimmt für den Geschäftsbereich des BMVg die Aufgaben einer Verfassungsschutzbehörde wahr.
Kernaufgaben des MAD sind die Informationssammlung und -auswertung im Inland und ausnahmsweise im Ausland zu Zwecken der Spionage- bzw. Sabotageabwehr und der Extremismus- bzw. Terrorismusabwehr. Auf Grundlage des Sicherheitsüberprüfungsgesetzes wirkt der MAD darüber hinaus an Sicherheitsüberprüfungen mit (personeller Geheim- und Sabotageschutz). Seit dem 1. Juli 2017 müssen alle der jährlich 20.000 Neueinstellungen, für die eine Waffenausbildung vorgesehen ist, einer einfachen Sicherheitsüberprüfung unterzogen werden.
2022 hat der MAD 52.288 Sicherheitsüberprüfungen abgeschlossen, davon 22.483 (43 Prozent) einfache (Ü1), 31.180 (60 Prozent) erweiterte (Ü2) und 3932 (sieben Prozent) erweiterte mit Sicherheitsermittlungen (Ü3). In 962 Fällen wurde die Feststellung eines Sicherheitsrisikos empfohlen und in 85 Fällen lag ein Verfahrenshindernis vor (zusammen zwei Prozent), davon in 534 Fällen (51 Prozent) aus Zweifeln an der Zuverlässigkeit, in 354 Fällen (34 Prozent) aus mangelnder Überprüfbarkeit, in 89 Fällen (acht Prozent) wegen der Gefährdung durch Anbahnungs- und Werbungsversuche sowie in 70 Fällen (sieben Prozent) aus Zweifeln am Bekenntnis zur freiheitlichen demokratischen Grundordnung. Von den 534 Fällen der Zweifel an der Zuverlässigkeit waren wiederum 166 (31 Prozent) durch unwahre Angaben, 103 (19 Prozent) durch begangene Straftaten, 99 (19 Prozent) durch die finanzielle Situation, 82 (15 Prozent) durch begangene Dienstvergehen (elf Prozent) und 23 (vier Prozent) durch Betäubungsmittel-Konsum begründet.
Zudem erbringt der MAD Beratungs- und Unterstützungsleistungen für Dienststellenleiter und Sicherheitsbeauftragte (materieller Geheimschutz). Er leistet einen Beitrag zur Beurteilung der Sicherheitslage von Dienststellen und Einrichtungen der Bundeswehr. Vor dem Hintergrund des erweiterten Aufgabenspektrums der Bundeswehr ist der MAD auch an Auslandseinsätzen der Bundeswehr beteiligt. Hier leistet er einen Teilbeitrag zur Sicherstellung der Einsatzbereitschaft der Truppenkontingente durch Abschirmung gegen sämtliche die Sicherheit der Truppe gefährdenden Aktivitäten. Außerdem soll der MAD die Bundeswehr vor einer Zersetzung schützen.
Bei der deutschen Beteiligung am Krieg in Afghanistan unterstützte der Bundesnachrichtendienst die militärische Aufklärung, die in erster Linie durch eigene Aufklärungskräfte der Bundeswehr erfolgte. Die Arbeit des MAD konzentrierte sich hingegen auf die Binnensicherung der Feldlager, insbesondere auf die Sicherheitsüberprüfung afghanischer Arbeitnehmer und Dienstleister in den Feldlagern sowie auf die Informationssammlung und -auswertung in Bezug auf terroristische sowie nachrichtendienstliche Gefährdungen der eingesetzten Soldaten.
Der MAD ist mit seiner Abteilung E am Gemeinsamen Terrorismusabwehrzentrum (GTAZ), am Gemeinsamen Internetzentrum (GIZ), am Gemeinsamen Extremismus- und Terrorismusabwehrzentrum (GETZ), an der Koordinierten Internetauswertung (KIA) des BfV und an der gemeinsamen Arbeitsgruppe (AG) Reservisten beim BfV sowie mit der Abteilung T am Nationalen Cyber-Abwehrzentrum (CYBER-AZ) beteiligt.
Für die Information der Öffentlichkeit über die Wahrnehmung seines Auftrags veröffentlicht der MAD seit 2019 einen jährlichen Bericht („MAD-Report“).

## Befugnisse
Der Militärische Abschirmdienst darf die zur Erfüllung seiner Aufgaben erforderlichen Informationen einschließlich personenbezogener Daten verarbeiten (§ 4 Abs. 1 S. 1 MADG). Er darf Methoden, Gegenstände und Instrumente zur heimlichen Informationsbeschaffung, wie den Einsatz von Vertrauensleuten und Gewährspersonen, Observationen, Bild- und Tonaufzeichnungen, Tarnpapiere und Tarnkennzeichen, anwenden (nachrichtendienstliche Mittel; § 4 Abs. 1 S. 1 MADG i. V. m. § 8 Abs. 2 BVerfSchG). Von mehreren geeigneten Maßnahmen hat der MAD diejenige zu wählen, die den Betroffenen voraussichtlich am wenigsten beeinträchtigt. Eine Maßnahme darf keinen Nachteil herbeiführen, der erkennbar außer Verhältnis zu dem beabsichtigten Erfolg steht (§ 4 Abs. 1 S. 1 MADG i. V. m. § 8 Abs. 5 BVerfSchG). Polizeiliche Befugnisse oder Weisungsbefugnisse stehen dem Militärischen Abschirmdienst nicht zu; er darf die Polizei auch nicht im Wege der Amtshilfe um Maßnahmen ersuchen, zu denen er selbst nicht befugt ist (§ 4 Abs. 2 MADG). Der MAD ist befugt, „besondere Auskunftsverlangen“ (§ 4a MADG i. V. m. § 8a u. § 8b BVerfSchG) sowie „weitere Auskunftsverlangen“ (§ 4b MADG i. V. m. § 8d Abs. 5 BVerfSchG) zu stellen. Ferner darf er technische Mittel zur Ermittlung des Standortes eines aktiv geschalteten Mobilfunkendgerätes oder zur Ermittlung der Geräte- oder Kartennummer einsetzen (§ 5 MADG i. V. m. § 9 Abs. 4 BVerfSchG) und Privatpersonen, deren planmäßige, dauerhafte Zusammenarbeit mit dem MAD Dritten nicht bekannt ist (Vertrauensleute), einsetzen (§ 5 MADG i. V. m. § 9b BVerfSchG).

## Kontrolle und Aufsicht
Der MAD unterliegt grundsätzlich der parlamentarischen, exekutiven und behördlichen, gerichtlichen, sonstigen staatlichen und öffentlichen Kontrolle wie die anderen beiden Nachrichtendienste des Bundes, BND und BfV. Als einziger deutscher Nachrichtendienst wird er zusätzlich durch den Wehrbeauftragten des Deutschen Bundestages kontrolliert.
Im BMVg übt das Referat R II 5 (Abteilung Recht (R), Unterabteilung R II – Rechtspflege, Sicherheit) die Rechts- und Fachaufsicht über das Bundesamt für den Militärischen Abschirmdienst aus.

## Geschichte

Fackel als Symbol des MAD, erstmals auf dem MAD-Jahresbericht 1967 (ohne Wappenschild) verwendet: „Mit der Flamme sollte Licht in das Dunkel der konspirativen Welt kommen“.

### Vorgeschichte
Die Zuständigkeit für die Spionageabwehr im militärischen Bereich lag von 1920 bis 1945 bei der Abwehr und beim Marinenachrichtendienst.
Im Zuge der Planungen für die Neuaufstellung deutscher Streitkräfte Anfang der 1950er Jahre wurde auch die Frage nach einem abwehrenden Militärnachrichtendienst relevant. Im Amt Blank, dem Vorläufer des BMVg, waren zwei Referate mit der inneren Sicherheit befasst. Für die Sicherheitsüberprüfungen wurde Anfang Mai 1955 das Referat III C (VM) innerhalb der Unterabteilung III C für militärisches Personal gebildet, wobei „VM“ für vorbeugende Maßnahmen stand. Ende Juli 1956 wurde das Referat aufgelöst und am 1. August 1956 wurde eine neue „Prüfstelle Vorbeugende Maßnahmen“ (VM) in Bonn-Duisdorf eingerichtet, für die Personal des Friedrich-Wilhelm-Heinz-Dienstes übernommen wurde. Ihr wurden die seit März 1956 in den Wehrbereichen tätigen VM-Truppen fachdienstlich unterstellt. Die Dienststellen VM wurden 1958 als Abteilung IV der Zentralstelle in den MAD eingegliedert. Für die militärische Sicherheit ohne Sicherheitsüberprüfungen war das Hauptreferat II 1/4 „Dokumentation und militärische Sicherheit“ unter Leitung von Achim Oster mit sechs Referaten zuständig. Zu den Referatsleitern gehörten der spätere Generalinspekteur der Bundeswehr, Jürgen Brandt, und Wolfgang Langkau.

### Teil des BMVg und Zentralstelle Sicherheit
Mit Wirkung vom 30. Januar 1956 wurde im BMVg die Unterabteilung „Innere Sicherheit der Streitkräfte“ (Unterabteilung IV J – Sicherheit) mit acht Referaten gebildet. Dies gilt als Gründungsdatum des MAD. Leiter der Unterabteilung war Gerhard Wessel, der 1968 zweiter Präsident des BND wurde. Abteilungsleiter IV war Hans Speidel. Im Haushaltsjahr 1956/57 standen insgesamt 706 Planstellen zur Verfügung. Im April 1956 waren für die Unterabteilung IV J im BMVg 126 (Plan-)Stellen, davon 63 für Soldaten und 63 für Beamte und Angestellte, vorgesehen. Mit dem Umgliederungsbefehl Nr. 1 vom 23. Mai 1957 wurde die Unterabteilung aus dem BMVg ausgegliedert und die Aufstellung einer „Zentralstelle Sicherheit“ verfügt. Einige Aufgaben verblieben im BMVg. Mit Erlass des BMVg vom 20. Juli 1957, der vorläufigen Dienstanweisung für den Leiter der Zentralstelle, wurden Aufgaben, Befugnisse und Unterstellung festgelegt. Die Zentralstelle unterstand dem Bundesminister unmittelbar, die Federführung in der Dienstaufsicht hatte der Führungsstab der Bundeswehr, Unterabteilung IV C (Ausland). Dem Leiter wurden die MAD-Gruppen I–VI, die Schule MAD-G2 sowie die MAD-Trupps A und B unterstellt. Die Zentralstelle untergliederte sich in die Führungsgruppe, das Hauptbüro, das Dezernat Führung sowie fünf Abteilungen; ab zweitem Quartal 1958 sechs. Erster Leiter und Chef des MAD wurde Oberst Gerhard Wessel, sein Stellvertreter bis Ende März 1958 der spätere Amtschef Oberstleutnant i. G. Armin Eck. Als ständiger Vertreter folgte bis Ende März 1964 Oberst i. G. Horst Krusche. Im Spätsommer 1957 bezog die Zentralstelle Büroräume auf der Bonner Hardthöhe (Haus 111).

### 1957–1984: Amt für Sicherheit der Bundeswehr (ASBw)
Mit Wirkung vom 1. Oktober 1957 wurde die Zentralstelle in „Amt für Sicherheit der Bundeswehr“ (ASBw) umbenannt. Zugleich erfolgte die Übergabe von Gerhard Wessel an Oberst Josef Selmayr, den ersten Amtschef ASBw. Ende 1964 erfolgte der Umzug in die neue, heute als Konrad-Adenauer-Kaserne bezeichnete Liegenschaft in Köln. Der Umzug war auch der Überbelegung auf der Hardthöhe geschuldet und stand in Zusammenhang mit einem Kabinettbeschluss, möglichst viele nachgeordnete militärische Dienststellen des BMVg in den Kölner Raum zu verlegen. Bei der für das Truppenamt geplanten Kaserne konnten vom ASBw gestellte bauliche Forderungen berücksichtigt werden.

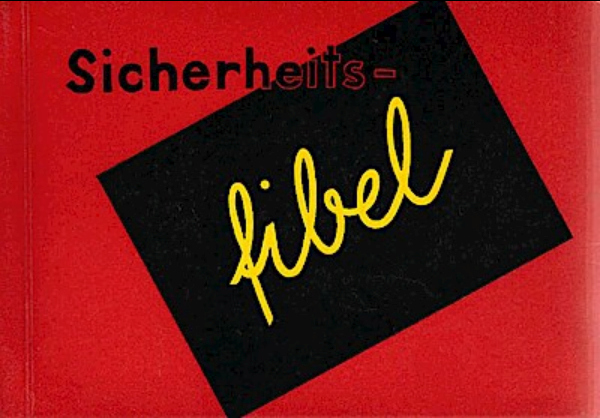
Sicherheitsfibel der Bundeswehr (1960)

Im Sommer 1960 wurden 500.000 Exemplare der Sicherheitsfibel an die Truppe herausgegeben, um sie für die Gefahren der Spionage und die Einhaltung des Geheimschutzes zu sensibilisieren. Im Stil orientierte sie sich an der Tigerfibel und wurde vom Pressereferat des BMVg auch als Struwwelpeter des Kalten Krieges bezeichnet.
Im Verteidigungsfall war die Eingliederung des MAD in den BND vorgesehen. Der MAD hätte zusammen mit der Gegenspionage des BND und der Abteilung Sicherheit des BND in der Kriegsgliederung des BND die neue Abteilung III gebildet, deren Leiter laut einer Planung von 1965 der Amtschef des ASBw geworden wäre.
Im Mai 1967 wurde Amtschef Heinrich Seelinger in den Ruhestand versetzt. Ihm folgte Armin Eck nach. Oberst Hasso von Zingler behielt seinen Posten als stellvertretender Amtschef, büßte aber seine dominante Position im Amt ein, die er unter Seelinger hatte.
Im Dezember 1967 floh der Ermittlungsunteroffizier Walter Gant aus der MAD-Gruppe IV in Mainz in die DDR. Er wollte damit Ermittlungen nach § 175 Strafgesetzbuch wegen „schwerer Unzucht mit Männern“ entgehen, wegen dem ihn die Kriminalpolizei Mainz vorgeladen hatte. Auch wenn er kein geführter Agent oder klassischer Überläufer war, nahm Gant so die Abschöpfung durch DDR-Geheimdienste billigend in Kauf.
Im Jahr 1967 wurden durchschnittlich 1200 Sicherheitsvorfälle pro Monat gemeldet, die zu 925 Ermittlungsvorgängen führten. Ein Jahr später hatte der MAD 1500 Mitarbeiter, davon 64 Prozent Soldaten, und 36 Außenstellen. Zwischen 1971 und 1974/75 führte der MAD-Bereich für Delaborierung und Unschädlichmachung subversiver Kampfmittel 145 mobile Einsätze durch, viele in Amtshilfe angesichts der Bedrohung durch die Rote Armee Fraktion. Im gleichen Zeitraum wurden 20.000 verdächtige Postsendungen überprüft und 2.000 davon geschützt geöffnet. Der MAD führte auch passive Lauschabwehr zum Beispiel in den Dienst- und Wohnräumen von Ministern, Staatssekretären und hohen Generälen sowie in Konferenzräumen durch, indem er nach illegalen Einbauten suchte. 1973 standen der MAD-Gruppe S und zwei weiteren MAD-Gruppen als aktive Lauschabwehrsysteme Störsender mit dem Namen „Marie“ zur Verfügung.

### 1984–2017: Amt für den Militärischen Abschirmdienst (MAD-Amt)
Im September 1984 kam es auf Grund des „Höcherl-Berichts“ zu einer weitgehenden Umstrukturierung des Dienstes. Der MAD wurde fachlich unmittelbar dem auch für Angelegenheiten der Militärischen Sicherheit zuständigen Staatssekretär des BMVg unterstellt, der die Fach- und Rechtsaufsicht über den Dienst ausübt. Parallel wurden in der Bundeswehr zunächst zwei, später drei Geheimschutzbeauftragte eingerichtet, die über die Empfehlungen des MAD im Rahmen von Sicherheitsüberprüfungen zu entscheiden haben. Mit der Umstrukturierung des Dienstes 1984 erfolgte zeitgleich eine Namensänderung des Amtes: Aus dem ASBw wurde das „Amt für den Militärischen Abschirmdienst“ (MAD-Amt). Ein Teil der Dienstposten wurden mit zivilen Mitarbeitern besetzt. Rund 2.000 Mitarbeiter waren 1984 beim MAD beschäftigt. 1982 wurden 357.000 Datei- und Karteiauskünfte durch den MAD eingeholt und in 3148 Fällen bei militärischen und zivilen Bundeswehrangehörigen Sicherheitsbedenken angemeldet. Zu den wichtigsten Auskunftslieferanten des MAD gehörten auch das Bundesamt für Verfassungsschutz, der Bundesnachrichtendienst und Dienste befreundeter Staaten. Von 1987 bis 1989 war Alexander Bergenthal der Chef des Stabes des MAD-Amtes, von 1989 bis 1993 Peter Schafranek.
Das MAD-Gesetz trat am 30. Dezember 1990 in Kraft. Damit wurden Aufgaben und Befugnisse des MAD erstmals auf eine gesetzliche Grundlage gestellt. Nach der Eingliederung der NVA in die Bundeswehr am 3. Oktober 1990 unterstanden dem MAD-Amt zunächst sieben MAD-Gruppen und 28 MAD-Stellen. Im Rahmen der Streitkräftereduzierung 1994 wurde der Aufbau weiter gestrafft, sodass eine Zielstruktur von 14 MAD-Stellen eingenommen wurde. Die MAD-Gruppen wurden abgeschafft und deren Zuständigkeiten ins MAD-Amt verlagert, welches sechs Abteilungen umfasste.
Mit der Schaffung der Streitkräftebasis zum 1. Oktober 2000 wurde auch der Militärische Abschirmdienst Teil dieses neuen militärischen Organisationsbereichs und war dort dem Kommando Streitkräftebasis unmittelbar unterstellt. Zuvor war das MAD-Amt eine Zentrale Militärische Dienststelle und damit dem Stellvertreter des Generalinspekteurs der Bundeswehr unterstellt.
Mit der Änderung des MAD-Gesetzes am 12. März 2004 ist der MAD auch für die Abschirmung der deutschen Auslandskontingente zuständig. Zum 1. Januar 2008 wurde die Zahl der Abteilungen im MAD-Amt auf fünf reduziert. Im April 2012 wurde eine eigenständige Abteilung „Einsatzabschirmung“ aufgestellt und die gesetzlichen Kernaufgaben für das Inland in einer gemeinsamen „Abteilung Extremismus-/Terrorismus-/Spionage- und Sabotageabwehr“ konzentriert. Nachdem die Zahl der MAD-Stellen auf sieben abgeschmolzen war, wurde die „abgesetzte Ermittlungsteileinheit“ Wilhelmshaven (vormals MAD-Stelle 22) am 3. April 2017 wieder zu einer vollwertigen MAD-Stelle mit der Nummer 8 aufgewertet.

### Seit 1. August 2017: Bundesamt für den Militärischen Abschirmdienst

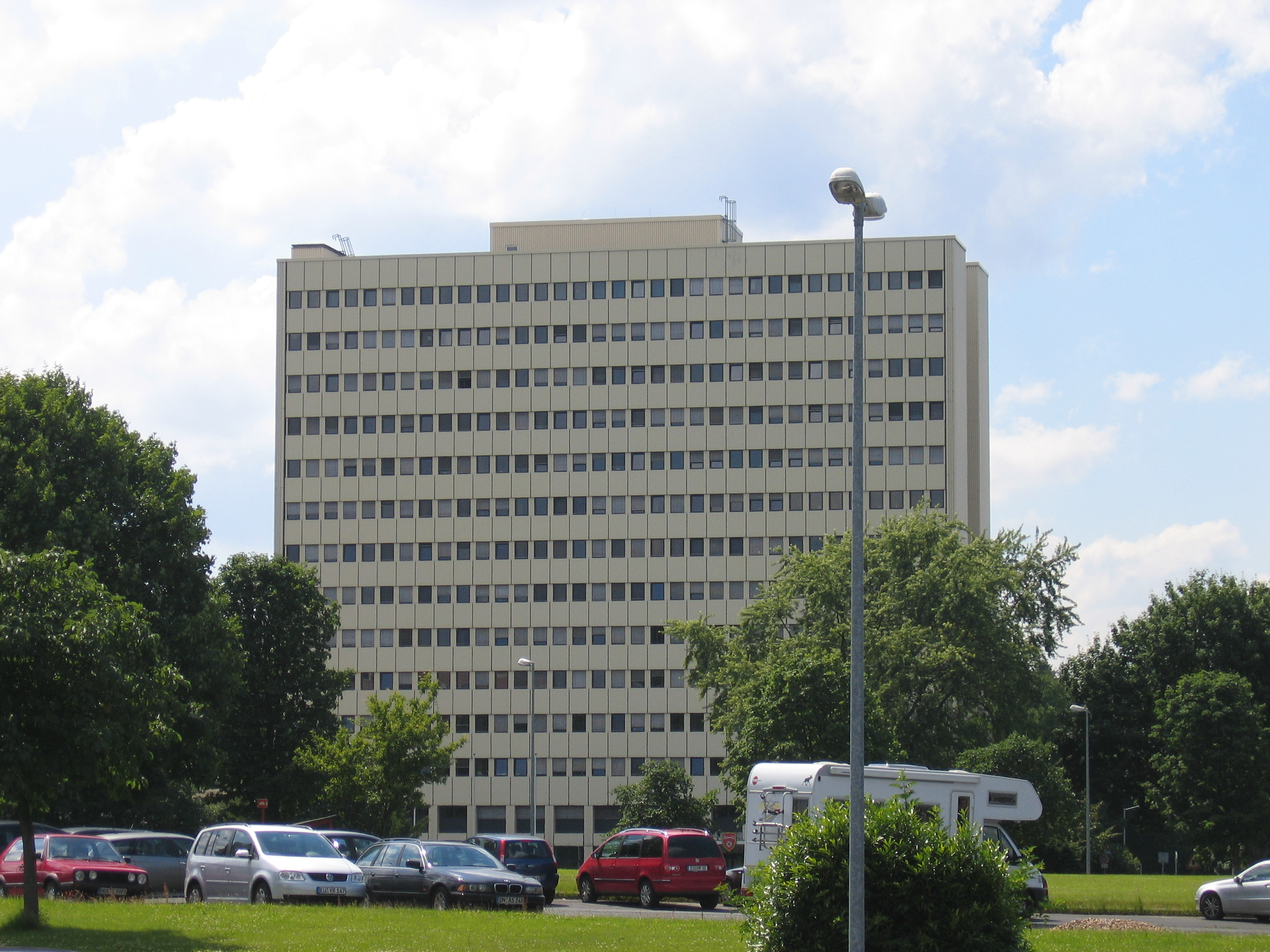
Bürohochhaus des Bundesamtes für den Militärischen Abschirmdienst

Im Jahr 2017 begann ein Modernisierungsprozess des Militärischen Abschirmdienstes. Er wurde zum 1. August 2017 von einer militärischen Dienststelle der Streitkräftebasis zur zivilen Bundesoberbehörde gemacht, die dem BMVg unmittelbar nachgeordnet ist. Wie der Bundesnachrichtendienst und das Bundesamt für Verfassungsschutz ist es nun einer Obersten Bundesbehörde unmittelbar unterstellt. Durch diesen Unterstellungswechsel sollte nach Angaben des BMVg der besondere gesetzliche Auftrag des Militärischen Abschirmdienstes gegenüber allen Organisationsbereichen der Bundeswehr herausgestellt und eine Kooperation mit anderen Behörden unmittelbarer möglich gemacht werden. Der Präsident des Militärischen Abschirmdienstes sollte in seiner Verantwortung und Gestaltungshoheit gestärkt werden.
Zur Modernisierung gehört auch, den Anteil des zivilen Personals deutlich zu erhöhen. Auf der Führungsebene sollen deutlich mehr als die Hälfte der Dienstposten zivil ausgebracht sein und auch auf der Arbeitsebene ist eine deutlich stärkere zivil-militärische Durchmischung angestrebt.
Im Jahr 2019 wurden 500 Verdachtsfälle im Phänomenbereich des Rechtsextremismus bearbeitet. Davon stellen sich, über alle Phänomenbereiche hinweg, etwa 10 Personen pro Jahr als tatsächliche Extremisten heraus, davon etwa die Hälfte als Rechtsextremisten. Zudem lagen 2019 bei rund 30 Personen Erkenntnisse über fehlende Verfassungstreue vor. Im Bereich des Kommando Spezialkräfte (KSK) wurden im Oktober 2019 etwas über 20 rechtsextremistische Verdachtsfälle bearbeitet.
Seit dem 1. April 2021 war das BAMAD der Hauptbedarfsträger der Konrad-Adenauer-Kaserne und stellte ab dem 1. April 2021 den Kasernenkommandanten. Nach dem Umzug des Amtes für Heeresentwicklung innerhalb Kölns und der Übernahme dessen Gebäude ist das BAMAD seit 2023 alleiniger Hauptnutzer der Kaserne. Mit der Aufstellung der Panzerbrigade 45 in Litauen wird dort auch eine MAD-Stelle eingerichtet.
Am 1. April 2023 wurde ein Ausbildungszentrum im BAMAD aufgestellt und die MAD-spezifischen Lehrgänge von der Akademie für Verfassungsschutz dorthin verlagert.

### In der Fläche: Das MAD-(Grund-)Netz
Der MAD war seit seiner Gründung durch das sogenannte „MAD-Grundnetz“ oder kurz „MAD-Netz“ in der Fläche präsent. In den sechs Wehrbereichen I bis VI entstand jeweils eine „Abteilung MAD“, die truppendienstlich vom Wehrbereichskommando, fachlich von der Unterabteilung IV J geführt wurde. Ab Sommer 1957 wurden die Abteilungen auch truppendienstlich von der Unterabteilung IV J geführt, die wenig später zum ASBw wurde. Die Bezeichnung änderte sich zu „MAD-Gruppe im Wehrbereich“ mit der jeweils zugehörigen Nummer. Im Jahr 1971 entfiel der Zusatz „im Wehrbereich“. Die MAD-Gruppen waren für die Zusammenarbeit mit den Verfassungsschutzbehörden der Länder, der Polizei, den Staatsanwaltschaften und alliierter Dienststellen zuständig. Zudem hielten sie Verbindung zu Abschirmdiensten im Ausland, z. B. die MAD-Gruppe I in Kiel nach Dänemark und Norwegen, die MAD-Gruppe VI in München nach Österreich und Italien. Pro Gruppe sollten in den ersten Jahren 120 Mitarbeiter zur Verfügung stehen Die MAD-Gruppen gliederten sich in eine Führungsgruppe, drei Dezernate und die Truppenverwaltung. Die Dezernate 1 waren für die „Vorabschirmung“, also die Sicherheitsüberprüfung, zuständig, die Dezernate 2 für die Fallbearbeitung und die Dezernate 3 für Abschirmoperationen.
Ab 1961 kamen den MAD-Gruppen nachgeordnete MAD-Stellen hinzu, die zumeist an den Standorten der Verteidigungsbezirkskommandos angesiedelt waren und für die Arbeit in der Fläche gedacht waren. Sie waren jeweils mit einem Einsatzleiter, drei oder mehr Ermittlungsfeldwebeln, einem Stabsdienstfeldwebel und einem Ermittlungsbeamten ausgestattet. Dazu kamen Büro- und Schreibkräfte sowie Kraftfahrer. Ab Juli 1968 trugen sie eine Bezeichnung aus zwei arabischen Ziffern.
Des Weiteren bestanden MAD-Trupps der Typen A bis D, die die Arbeit der MAD-Gruppen unterstützten oder später zu MAD-Stellen umgewandelt wurden.
Für die Abschirmung des BMVg war anfangs die MAD-Gruppe III in Düsseldorf zuständig. 1959 wurde ein MAD-Trupp für diese Aufgabe abgestellt, aus dem im Juli 1961 die MAD-Stelle Bonn entwickelte. 1962 wurde diese von zwei MAD-Trupps unterstützt, sodass 30 Mitarbeiter für die Abschirmung des BMVg tätig waren. 1963 wurde die MAD-Stelle Bonn für den damaligen Landkreis Bonn und einige Truppenteile zuständig, die vornehmlich mit dem BMVg zusammen arbeiteten. Im März 1963 erfolgte die Umbenennung in „MAD-Gruppe S“. Sie arbeitete mit dem im BMVg zuständigen Sicherheitsreferat FüB II 7, dem Referat ES (Ermittlungen in Sonderfällen) und der Gruppe „Wehrwirtschaftliche Aufklärung“ zusammen. Im Jahr 1968 wurde die MAD-Gruppe S für die Betreuung von NATO- und Bundeswehrdienststellen in Belgien zuständig und in den 1970er Jahren kurzzeitig auch für die Vereinigten Staaten und Kanada. 1979 hatte die Gruppe 130 Mitarbeiter und verfügte über Lauschabwehrtrupps, die sich auch anderen MAD-Gruppen zur Verfügung stellte.
Um 1975 bestand das MAD-Grundnetz aus folgenden Dienststellen, an dessen Spitze das ASBw stand:
- MAD-Gruppe I (Kiel)
  - MAD-Stelle 11 Hamburg (gegründet 1962)
  - MAD-Stelle 12 Lübeck (gegründet 1968)
  - MAD-Stelle 13 Flensburg (gegründet 1975)
- MAD-Gruppe II (Hannover)
  - MAD-Stelle 21 Bremen (gegründet 1962)
  - MAD-Stelle 22 Wilhelmshaven (gegründet 1962)
  - MAD-Stelle 23 Osnabrück (gegründet 1962)
  - MAD-Stelle 24 Lüneburg (gegründet 1962)
- MAD-Gruppe III (Düsseldorf)
  - MAD-Stelle 31 Münster (gegründet 1964)
  - MAD-Stelle 32 Detmold, später Augustdorf (gegründet 1965)
  - MAD-Stelle 33 Iserlohn (gegründet 1975)
- MAD-Gruppe IV (Mainz)
  - MAD-Stelle 41 Koblenz (gegründet 1962)
  - MAD-Stelle 42 Kassel (gegründet 1964)
  - MAD-Stelle 43 Saarbrücken (gegründet 1972)
- MAD-Gruppe V (Stuttgart)
  - MAD-Stelle 51 Karlsruhe (gegründet 1967)
  - MAD-Stelle 52 Sigmaringen (gegründet 1975)
- MAD-Gruppe VI (München)
  - MAD-Stelle 61 Würzburg (gegründet 1962)
  - MAD-Stelle 62 Amberg (gegründet 1964)
- MAD-Gruppe S (in Bonn)

### Namensgebung
In den Unterlagen des Amtes Blank finden sich die Bezeichnungen „Militärischer Abwehrdienst“ und „Sicherheitsdienst der Streitkräfte“. Die Abkürzung MAD hatte sich in der Aktenführung bereits eingebürgert. Reinhard Gehlen hatte jedoch ein Problem mit dem Wort „Abwehr“. Er wollte, dass sein BND der einzige aufklärende Dienst der jungen Bundesrepublik werden würde. Die Abwehr war in der Weimarer Republik und im Zweiten Weltkrieg jedoch auch ein aufklärender Nachrichtendienst. Da der Versailler Vertrag einen aufklärenden Nachrichtendienst verbot, wurde dieser Name gewählt, um die vertragswidrige Aufklärung zu tarnen. Gehlens enger Vertrauter Wessel schlug das Wort „Abschirmung“ vor. So konnte auch die Abkürzung beibehalten werden. Der Name setzte sich spätestens mit der offiziellen Bezeichnung des Referats 7 im Januar 1956 als „Militärischer Abschirmdienst in der Unterabteilung IV J“ durch. Amtschef Armin Eck versuchte 1967, eine Änderung in „Abwehr“ zu erreichen, weil er „Abschirmung“ für nicht prägnant genug und zu passiv hielt. Sein Vorschlag wurde vom BMVg jedoch abgelehnt.

## Organisation

Logo des Bundesamtes für den Militärischen Abschirmdienst

Das Bundesamt für den Militärischen Abschirmdienst (BAMAD) und dessen nachgeordneter Bereich bilden zusammen den Militärischen Abschirmdienst. Das Bundesamt besteht aus acht Abteilungen (bis 30. September 2019: fünf), einem erweiterten Leitungsstab, der selbständigen Teileinheit Inlandslage und einem Planungsstab. An der Spitze des Bundesamtes steht der „Präsident des Bundesamtes für den Militärisch Abschirmdienst“. Zudem gibt es einen militärischer Vizepräsidenten und seit dem 1. Oktober 2019, als ein organisatorischer Umbau im MAD begann, einen zweiten, zivilen Vizepräsidenten.
Im Bereich der Spionageabwehr sank die Zahl der Mitarbeiter von 180 auf 50 im Jahr 2012. In jenem Jahr wurde auch die eigenständige Abteilung Spionageabwehr aufgelöst und geht in der Abteilung Inlandsabschirmung auf. Seit 2019 gibt es wieder eine eigene Spionageabwehr-Abteilung.

### Amtschefs und Präsidenten
Der Militärische Abschirmdienst wird vom zivilen Präsidenten des Militärischen Abschirmdienstes in der Besoldungsgruppe B 7 des Bundesbesoldungsgesetzes geleitet. Der militärische Vizepräsident ist nach seinem Dienstgrad in Besoldungsgruppe B 6 eingruppiert. Das Amt des zivilen Vizepräsidenten ist in Besoldungsgruppe B 6 eingruppiert nach dem Grundsatz, dass die Ämter der Vizepräsidenten an die Einstufungen der Präsidenten gekoppelt sind bei grundsätzlichem Abstand von drei Besoldungsgruppen. Seit der Gründung des ASBw im Jahr 1957 trugen die militärischen Leiter die Bezeichnung „Amtschef“. Die nachfolgenden Personen haben bislang den MAD geführt:
Militärischer Vizepräsident ist Ralf Feldotto. Ziviler Vizepräsident ist Torsten Akmann.
|    | Name                                     | Geburtsjahr | Sterbejahr | Beginn der Amtszeit | Ende der Amtszeit |
| -- | ---------------------------------------- | ----------- | ---------- | ------------------- | ----------------- |
| 01 | Gerhard Wessel, Oberst                   | 1913        | 2002       | Jan. 1956           | Sep. 1957         |
| 02 | Josef Selmayr, Brigadegeneral            | 1905        | 2005       | Juli 1957           | 1964              |
| 03 | Heinrich Seeliger, Brigadegeneral        | 1907        | 1995       | 1964                | 1967              |
| 04 | Armin Eck, Brigadegeneral                | 1914        | 1984       | 1967                | 1972              |
| 05 | Paul-Albert Scherer, Brigadegeneral      | 1918        | 2014       | 1972                | 1977              |
| 06 | Gerd-Helmut Komossa, Brigadegeneral      | 1924        | 2018       | 1977                | 1980              |
| 07 | Klaus Vollmer, Brigadegeneral            | 1930        | 2021       | 1980                | 1982              |
| 08 | Elmar Schmähling, Flottillenadmiral      | 1937        | 2021       | 1982                | 1983              |
| 09 | Helmut Behrendt, Brigadegeneral          | 1924        | 2013       | 1983                | 1984              |
| 10 | Hubertus Senff, Generalmajor             | 1935        | 2004       | 1984                | 1987              |
| 11 | Winfried Schwenke, Generalmajor          | 1935        |            | 1987                | 1991              |
| 12 | Rudolf von Hoegen                        | 1937        |            | 1991                | 2003              |
| 13 | Richard Alff                             | 1943        |            | 2003                | 2008              |
| 14 | Georg Freiherr von Brandis, Generalmajor | 1948        | 2021       | Feb. 2008           | Jan. 2010         |
| 15 | Karl-Heinz Brüsselbach                   | 1946/47     |            | Mai 2010            | 30. Juni 2012     |
| 16 | Ulrich Birkenheier                       | 1949        |            | 1. Juli 2012        | 11. Dez. 2014     |
| 17 | Christof Gramm                           | 1958        |            | 1. Jan. 2015        | Okt. 2020         |
| 18 | Martina Rosenberg                        | 1970        |            | 1. Nov. 2020        |                   |

### Stellvertreter
| Name                             | Geburtsjahr | Sterbejahr | Beginn der Amtszeit | Ende der Amtszeit |
| -------------------------------- | ----------- | ---------- | ------------------- | ----------------- |
| Torsten Akmann                   | 1965        |            | Juni 2024           | –                 |
| Ralf Feldotto, Brigadegeneral    | 1965        |            | Juni 2023           | –                 |
| Burkhard Even                    | 1960        |            | Okt. 2019           | Juni 2024         |
| Frank Utzerath, Brigadegeneral   | 1967        |            | Okt. 2019           | Apr. 2024         |
| Michael Kulla, Flottillenadmiral | 1960        |            | Juni 2017           | Juli 2019         |
| Joachim Smola, Brigadegeneral    | 1961        |            | Feb. 2015           | Juni 2017         |
| Wolfgang Hein, Brigadegeneral    | 1952        |            | Feb. 2010           | Dez. 2014         |
|                                  |             |            |                     |                   |
| Josef Kowalski, Brigadegeneral   | 1946        |            |                     | März 2008         |
|                                  |             |            |                     |                   |
| Klaus Hartmann, Brigadegeneral   | 1942        |            | 1. Okt. 1995        | März 2002         |
| Rudolf Reibold, Brigadegeneral   | 1936        |            | 1. Apr. 1991        | 30. Sep. 1995     |
| Rudolf von Hoegen, Direktor      | 1937        |            | 1985                | 31. März 1991     |
| Joachim Krase, Oberst            | 1925        | 1988       |                     | 1984              |
| Konrad Koch, Kapitän zur See     |             |            | 1973                |                   |

### Gliederung des Bundesamtes für den Militärischen Abschirmdienst
- Präsident MAD
  - Leitungsstab
  - Vizepräsident MAD (zivil)

Organisationsplan des MAD

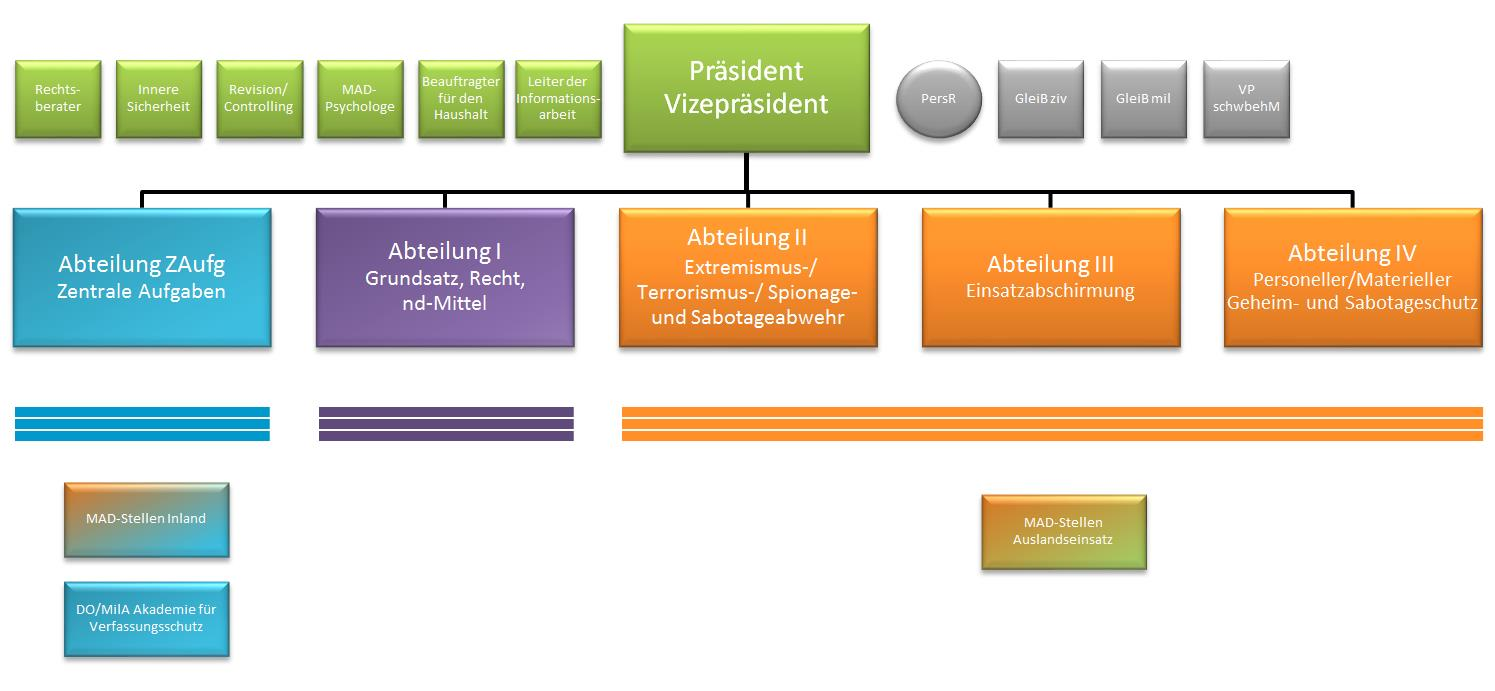
Gliederung des MAD bis 30. September 2019

    - Abteilung Grundsatz/Recht/nd-Mittel (Abt G)
    - Abteilung Extremismusabwehr (Abt E)
    - Abteilung Spionageabwehr (Abt S)
    - Abteilung Eigensicherung (Abt ES)

  - Vizepräsident MAD (militärisch)
    - Abteilung Zentrale Aufgaben (Abt Z)
    - Abteilung Einsatzabschirmung (Abt A)
    - Abteilung Personeller Geheim-/Sabotageschutz (Abt P)
    - Abteilung Technik (Abt T)

#### Abteilung G
Die Abteilung G ist das rechtliche und nachrichtendienstliche Dienstleistungselement des MAD. Neben der Bearbeitung aller Grundsatz- und Rechtsfragen, einschließlich des Verbindungswesens, gewährleistet sie bereichsübergreifend für den MAD die Einhaltung der datenschutzrechtlichen Vorgaben, die Durchführung eines zentralen Informationsmanagements (einschließlich der Medien- und Öffentlichkeitsarbeit), die Führung und die Entscheidung über den Einsatz des nachrichtendienstlichen Mittels der Observation, die Vorbereitung der Beantragung und die Durchführung von G 10-Maßnahmen, sowie der besonderen Auskunftsverlangen und die Bearbeitung aller Anfragen und Kontrollaufträge aus dem parlamentarischen Raum. Die Abteilung ging 2019, wie die Abteilung Z, aus der Aufspaltung der ehemaligen Abteilung ZAufg – Zentrale Aufgaben hervor.

#### Abteilung E
Die Abteilung E ist für die Erkennung und die Abwehr von extremistischer Bestrebungen und Terrorismus zuständig. In ihr wird im Inland einer der beiden nachrichtendienstlichen Kernaufträge des MAD erfüllt. Sie arbeitet eng mit den Verfassungsschutzbehörden des Bundes und der Länder, dem Bundesnachrichtendienst, den Staatsschutzbehörden sowie mit ausländischen Nachrichtendiensten zusammen. Ein wesentliches Ziel der Abteilung ist es, aufgekommene Verdachtsfälle durch eine personenbezogene, operative Bearbeitung zu klären und Extremisten und Verdachtspersonen mit vorhaltbaren Erkenntnissen, die den Verdacht der fehlenden Verfassungstreue begründen in der Bundeswehr zu identifizieren. Bei Vorliegen tatsächlicher Anhaltspunkte für entsprechende Bestrebungen sammelt die Abteilung E Informationen zum jeweiligen Bundeswehrangehörigen und wertet diese aus. Dabei können neben offenen Ermittlungen auch nachrichtendienstliche Mittel und Methoden eingesetzt werden, wie zum Beispiel menschliche Quellen oder die Observation. Die übermittelten Erkenntnisse des MAD können auch zu disziplinaren bzw. strafrechtlich relevanten Ermittlungen der jeweiligen zuständigen Stellen innerhalb und außerhalb der Bundeswehr führen. Die Abteilung ging 2019, wie die Abteilung S, aus der Aufspaltung der ehemaligen Abteilung II – Extremismus-/Terrorismus-/Spionage- und Sabotageabwehr hervor.

#### Abteilung S
Die Abteilung S ist für Spionageabwehr im Geschäftsbereich des BMVg verantwortlich. An Spionage beteiligte Personen werden identifiziert und der Abfluss von Informationen unterbunden. Gleichzeitig ermittelt die Spionageabwehr auch gegen solche nachrichtendienstlichen Angriffe und Maßnahmen, die in Form von Sabotage, Desinformation oder gesteuerte Einflussnahme auf die Meinungsbildung zum Nachteil der Bundeswehr eingesetzt werden. Die Abteilung S trägt mit ihrer Bewertung der Spionagebedrohung zur Abschirmlage des Geschäftsbereichs BMVg bei. Mit präventiven Maßnahmen soll der Bedrohung durch gegnerische Nachrichtendienste entgegengewirkt werden. Dazu werden besonders gefährdeter Dienststellen der Bundeswehr beraten. Hierzu gehören auch die Maßnahmen der Rüstungsabschirmung.
Die Bundeswehr steht sowohl im Inland, als auch bei den Auslandseinsätzen im Fokus fremder aufklärender Nachrichtendienste. Diese haben u. a. ein besonderes Interesse an personenbezogenen Daten, Führungsentscheidungen, strategischen sowie taktischen Überlegungen, Einsatzgrundsätzen und der verwendeten Technik in der Bundeswehr.
Die Abteilung ging 2019, wie die Abteilung E, aus der Aufspaltung der ehemaligen Abteilung II – Extremismus-/Terrorismus-/Spionage- und Sabotageabwehr hervor.

#### Abteilung ES
Die Abteilung Eigensicherung ist ein unterstützender Bereich des MAD. Einsatzzweck ist der Schutz der Mitarbeiter, Infrastruktur und der Informationen des MAD. Sie ging 2019 aus dem Bereich „Innere Sicherheit“ des MAD hervor. Beim BND besteht eine gleichnamige Abteilung zur Sicherheitsüberprüfung eigener und zukünftiger Mitarbeiter.

#### Abteilung Z
Die Abteilung Zentrale Aufgaben ging 2019, wie die Abteilung G, aus der Aufspaltung der ehemaligen Abteilung ZAufg – Zentrale Aufgaben hervor. Sie nimmt folgende zentral nichttechnische Unterstützungsaufgaben für den gesamten MAD wahr:
- Personalbearbeitung, -einsatz sowie -gewinnung
- Planung und Steuerung MAD-fachlicher und allgemeinmilitärischer Ausbildung
- logistische Unterstützung des Dienstes
- bearbeitet haushalterische Angelegenheiten
- Wahrnehmung von gesetzlichen Schutzaufgaben (u. a. Arbeits- und Gesundheitsschutz)

#### Abteilung A
Die Abteilung Einsatzabschirmung stellt das Personal in den Einsätzen und einsatzgleichen Verpflichtungen. Sie bearbeitet dort alle Sachverhalte, die die Sicherheit der Bundeswehrangehörigen im Einsatz beeinträchtigen könnten. Sie sammelt Informationen, um die Sicherheit der Bundeswehrangehörigen zu erhöhen und erstellt eine Übersicht der Gefährdungsmöglichkeiten, die sogenannte Abschirmlage. Des Weiteren berät die Abteilung die Führer der Bundeswehrkontingente im Ausland in allen Fragen zur Sicherheit und Abschirmung und arbeitet mit an der Überprüfung von Personen und unterstützt bei technischen Absicherungsmaßnahmen. Die Abteilung A hatte bis 2019 den Namen Abteilung III.

#### Abteilung P
Die Abteilung Personeller Geheim- und Sabotageschutz ist verantwortlich für die Mitwirkung bei der Durchführung von Sicherheitsüberprüfungen, deren Art und Umfang sich nach der beabsichtigten sicherheitsempfindlichen Tätigkeit richten. Sicherheitsempfindliche Tätigkeiten sind der Zugang zu oder der Umgang mit Verschlusssachen, die Beschäftigung innerhalb einer besonders sicherheitsempfindlichen Stelle des Geschäftsbereiches des BMVg und/oder die erstmalige Teilnahme an einer umfassenden Waffenausbildung. Durchschnittlich wirkt der MAD im Jahr an etwa 75.000 Sicherheitsüberprüfungen mit; davon entfallen etwa 25.000 auf die sogenannten Soldateneinstellungsüberprüfungen. Das Ausfüllen einer Elektronischen Sicherheitserklärung (ELSE) ist für zu überprüfende Soldaten sowohl an Dienstrechnern als auch auf privaten Computern möglich. Die Abteilung P hatte bis 2019 den Namen Abteilung IV.

#### Abteilung T
Die 2019 eingerichtete Abteilung Technik bildet zahlreiche Aufgaben ab. Dazu gehören:
- Gewährleistung eines sicheren und stabilen Betriebs der Informationstechnik des MAD
- nachrichtendienstlich-technische Unterstützung des MAD
- Wahrnehmung der Aufgabe der Cyberabschirmung für den Geschäftsbereich BMVg,
- Unterstützung der IT-Sicherheitsorganisation der Bundeswehr mithilfe besonderer technische Befähigungen
- Aufklärung von technisch basierten Spionageaktivitäten
- Beteiligung am „Nationalen Cyber-Abwehrzentrum“ (CYBER-AZ)
- technische Abschirmung und Absicherung im Rahmen des materieller Geheim- und Sabotageschutzes (MGS)
- Mitwirkung bei technischen Sicherheitsmaßnahmen zum Schutz von geheimhaltungsbedürftigen Tatsachen, Gegenständen und Erkenntnissen
- „Beratungsgruppe Absicherung und Schutz Ausland“ (ASA)zur Durchführung von Maßnahmen der Lauschabwehr und Abwehr behelfsmäßiger/unkonventioneller Sprengvorrichtungen einschließlich deren Beseitigung
- Durchführung der vorbeugenden Postuntersuchung mit Röntgengeräten für die beiden Dienstsitze des BMVg für die politische und militärische Leitung

### Nachgeordneter Bereich
Der dem Bundesamt nachgeordnete Bereich untersteht dem militärischen Vizepräsidenten und setzt sich zusammen aus acht MAD-Stellen und dem Deutschen Offizier/Militärischen Anteil (DO/MilA) an der Akademie für Verfassungsschutz (AfV) in Swisttal-Heimerzheim.

#### MAD-Stellen

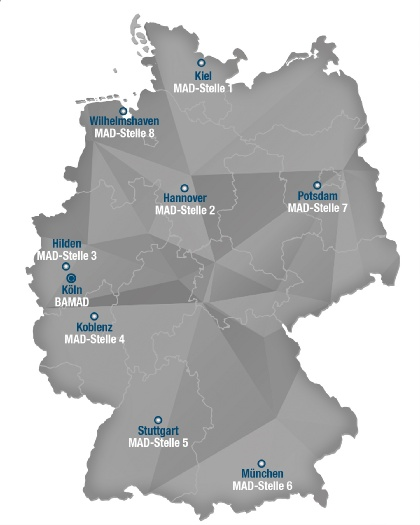
MAD-Stellen

Die acht MAD-Stellen haben regionale Zuständigkeiten. Sie unterstehen dem militärischen Vizepräsidenten des MAD. Die MAD-Stellen sind das wesentliche Verbindungselement zu den Truppenteilen und Dienststellen der Bundeswehr. Zu ihren Hauptaufgaben zählen die Befragung von Referenz- und Auskunftspersonen und die Befragung von Betroffenen zu sicherheitserheblichen Erkenntnissen. Sie nehmen in ihrem regionalen Zuständigkeitsbereichen die Sachverhalte in den Aufgabenbereichen Extremismus- und Spionageabwehr auf und arbeiten den Abteilungen des Bundesamtes zu.
|  | Bezeichnung  | Sitz                       | Örtliche Zuständigkeit                                                            | Entstehung                                                                               |
|  | ------------ | -------------------------- | --------------------------------------------------------------------------------- | ---------------------------------------------------------------------------------------- |
|  | MAD-Stelle 1 | Kiel                       | Hamburg, Mecklenburg-Vorpommern, Schleswig-Holstein                               | 2013 Zusammenlegung MAD-Stelle 11 in Kiel mit MAD-Stelle 82 in Rostock                   |
|  | MAD-Stelle 2 | Hannover                   | Bremen, Niedersachsen                                                             | 2012 Zusammenlegung MAD-Stelle 21 Hannover mit MAD-Stelle 22 Wilhelmshaven               |
|  | MAD-Stelle 3 | Hilden                     | Nordrhein-Westfalen                                                               | aus MAD-Gruppe III, MAD-Stelle 31 und MAD-Stelle in Münster                              |
|  | MAD-Stelle 4 | Koblenz (ASt Mainz)        | Hessen, Rheinland-Pfalz, Saarland, Bundeswehr-Dienststellen in den USA und Kanada | Zusammenlegung der MAD-Stellen 41 und 42 in Mainz bzw. Koblenz                           |
|  | MAD-Stelle 5 | Stuttgart                  | Baden-Württemberg                                                                 | aus MAD-Gruppe V, MAD-Stellen 51, 52 und 53 in Stuttgart, Sigmaringen bzw. Karlsruhe     |
|  | MAD-Stelle 6 | München                    | Bayern                                                                            | aus MAD-Gruppe VI, MAD-Stellen 61 und 62 in München und Amberg                           |
|  | MAD-Stelle 7 | Schwielowsee (ASt Leipzig) | Berlin, Brandenburg, Sachsen, Sachsen-Anhalt, Thüringen                           | aus MAD-Gruppe VII, MAD-Stellen 71 (später 81), 73 und 74 in Geltow, Erfurt bzw. Leipzig |
|  | MAD-Stelle 8 | Wilhelmshaven              | Niedersachsen                                                                     | ehem. MAD-Stelle 22, 2012–2017 abgesetzte Ermittlungsteileinheit                         |

#### Akademie für Verfassungsschutz
Die Akademie für Verfassungsschutz (AfV) ist eine gemeinsame Bildungseinrichtung der Verfassungsschutzbehörden und des Militärischen Abschirmdienstes. Die Fachaufsicht wird in Form eines Kuratoriums wahrgenommen, an dem das BMVg beteiligt ist. Die Dienstaufsicht obliegt dem Präsidenten des Militärischen Abschirmdienstes in seinem Zuständigkeitsbereich. An der Akademie findet unter anderem die Basisausbildung für neue Angehörige des MAD sowie Lehrgänge zur Einsatzabschirmung für MAD-Angehörige, die für einen Auslandseinsatz vorgesehen sind, statt.

## Personal
Zum Personal des MAD gehören militärische und zivile Beschäftigte (Soldaten, Beamte und Arbeitnehmer im öffentlichen Dienst). Das militärische Personal stellt sicher, dass militärische Sachzusammenhänge und Werdegänge analysiert werden können, was ungedientem Personal so nicht möglich wäre.

### Personalentwicklung
Das Bundesamt für den Militärischen Abschirmdienst hatte 1604 Bedienstete im Jahr 2024 und 1572 Bedienstete im Jahr 2023. Seit dem 1. Januar 2024 verfügt der gesamte MAD, also das Bundesamt und der nachgeordneten Stellen, über 2131 Dienstposten, wovon eine untere dreistellige Zahl nicht besetzt ist. Zum 1. Januar 2023 hatte der MAD 1917 Dienstposten, 1824 Dienstposten zum 1. Januar 2022 und 1632 zum 1. Januar 2021. Die gesetzlich vorgeschriebene Prüfung aller jährlich 20.000 Neueinstellungen in die Bundeswehr seit dem 1. Juli 2017 machte 90 zusätzliche Stellen im MAD erforderlich. Der MAD erhielt 131 zusätzliche Stellen 2019 zugewiesen. 2020 sollten 118 zusätzliche Stellen geschaffen werden und 2021 weitere 250 Stellen folgen. Von den rund 1500 Soll-Stellen waren 2019 bereits über 70 Prozent besetzt, was einem Personalbestand von über 1050 Personen entsprach. Mit den weiteren Stellenzuwächsen wird das Soll bei rund 1800 Dienstposten liegen. Die Besetzung der Stellen soll über mehrere Jahre erfolgen.:S. 10 2022 waren 300 Stellen unbesetzt, was 17 Prozent entsprach. 2023 erhöht sich die Zahl der Dienstposten um 202.
Der Ist-Personalbestand des Bundesamtes für den Militärischen Abschirmdienst entwickelte sich seit 1990 wie folgt:

### Rekrutierung und Ausbildung
Beim MAD können eingestellt werden:
- Soldaten, die mindestens Unteroffiziere mit Portepee oder Offiziere (grundsätzlich bis max. A 11 BBesO) sind
- Beamte des mittleren und gehobenen technischen und nichttechnischen Verwaltungsdienstes aus dem Geschäftsbereich des BMVg
- Tarifbeschäftigte der Entgeltgruppen E4 – E12 des Geschäftsbereichs des BMVg

Nur in Ausnahmefällen werden Stellen für externe Bewerber ausgeschrieben.
Die Ausbildung erfolgt an der Akademie für Verfassungsschutz (siehe auch gleichnamiger Abschnitt in diesem Artikel) und davor an der Schule für Nachrichtenwesen der Bundeswehr, wo der MAD eine eigene Lehrgruppe unterhielt.

## Haushalt
Der Zuschuss aus dem Bundeshaushalt (Ist-Wert) betrug 191.019.753 Euro im Jahr 2024 und 172.164.175 Euro im Jahr 2023, 164.052.845 Euro im Jahr 2022, 137.721.520 Euro im Jahr 2021 und 121.921.881 Euro im Jahr 2020 nach 113.251.923 Euro im Jahr 2019. Der Etat hat sich innerhalb von fünf Jahren zwischen 2017 und 2022 mehr als verdoppelt.
Seit 2000 entwickelten sich die Haushaltsmittel wie folgt:

## Öffentliche Wahrnehmung

### Affären
1974 gab es einen illegalen Lauschangriff des Dienstes, der in der Wohnung der Sekretärin des damaligen Bundesminister der Verteidigung, Georg Leber, Abhörwanzen anbrachte, da sie der Spionage für das Ministerium für Staatssicherheit der DDR verdächtigt wurde. Der Verdacht ließ sich nie beweisen. Minister Leber erfuhr Anfang 1978 von der illegalen Abhöraktion, teilte dies dem Deutschen Bundestag aber erst mit, nachdem am 26. Januar 1978 die Illustrierte Quick einen entsprechenden Artikel veröffentlicht hatte. Am 2. Februar 1978 trat der Minister zurück.
1979 stellt sich im Prozess gegen das in das Bundesministerium der Verteidigung eingeschleuste Agentenehepaar Lutze heraus, dass dieser schwere Verratsfall durch mangelhafte Überprüfungen durch den MAD sehr erleichtert wurde.
Die Kießling-Affäre im Jahre 1983, die durch das Abhören des in einer Dienststelle der NATO beschäftigten Bundeswehrgenerals Günter Kießling durch den MAD ausgelöst wurde, hatte weiterreichende Folgen. Aufgrund von „Erkenntnissen“, die der Geheimdienst durch eine zweifelhafte Quelle erlangt hatte, wurde dem General unterstellt, homosexuell und deshalb ein Sicherheitsrisiko zu sein. Die „Erkenntnisse“, für die keine zureichende Tatsachengrundlage bestand, wurden dennoch dem damaligen Bundesminister der Verteidigung Manfred Wörner übermittelt, der Kießling ohne weitere Nachprüfungen und ohne ihn auch nur anzuhören, sofort in den einstweiligen Ruhestand versetzte. Die Gründe hierfür wurden kurze Zeit später publik gemacht. Die peinlichen Details der Ermittlungen und der Umstand, dass die erhobenen Vorwürfe lediglich auf den Angaben eines einzigen zwielichtigen Informanten beruhten, einer weiteren Verifizierung nicht zugänglich waren und in einzelnen Punkten auch widerlegt werden konnten, führten zu kritischer Presseberichterstattung und letztlich zur Rehabilitierung Kießlings, der am 1. Februar 1984 wieder in den aktiven Dienst zurückversetzt wurde. Der Minister trat trotz zahlreicher Aufforderungen nicht zurück. Er wurde kurze Zeit später NATO-Generalsekretär. Für den MAD hatte der Fall weitreichende Folgen. Der Kommandeur wurde abgelöst und eine Kommission unter dem ehemaligen Bundesminister des Innern, Hermann Höcherl (CSU), eingesetzt (sogenannte Höcherl-Kommission), die Struktur und Arbeitsweise des MAD untersuchte und Vorschläge zu seiner Reform erarbeitete. Diese Vorschläge, die zu Änderungen in der Organisationsstruktur führten, wurden zeitnah umgesetzt. Militärs in Spitzenpositionen des Dienstes wurden durch zivile Beamte ersetzt.
Einer der stellvertretenden Amtschefs des MAD, der 1988 verstorbene Oberst Joachim Krase, wurde nach seinem Tod als Stasi-Agent enttarnt. 1990 tauchten erste Hinweise auf Krases Tätigkeit für die DDR auf, jedoch spielte der MAD in einer eigenen 20-seitigen Analyse den Verdacht herunter. Anhand von Stasi-Akten wurde jedoch klar: Krase arbeitete unter dem Decknamen „Fiedler“ 15 Jahre lang für Stellen in Ostberlin.

### Nationalsozialistischer Untergrund
Im Zuge der Ermittlungen und Aufarbeitung der Taten der Terrorgruppe Nationalsozialistischer Untergrund (NSU) wurde die Rolle des MAD insbesondere im ersten Bundestags-NSU-Untersuchungsausschuss aufgearbeitet und kritisiert.
Zeitlich lange vor der Bildung des NSU befragte der MAD im März 1995 den Wehrdienstleistenden Uwe Mundlos, der unter anderem aufgrund von Hitler- und Heß-Bildern sowie des Singens rechtsextremer Lieder aufgefallen war. Fortan wurde er als Verdachtsperson eingestuft und eine Akte geführt. Außerdem scheiterte ein Versuch, Mundlos als Informant für den MAD anzuwerben. Die vollständigen Aufzeichnungen erreichten den Untersuchungsausschuss nach zahlreichen Komplikationen erst im August 2012. Dies erfolgte nicht durch den MAD, sondern durch eine Landesverfassungsschutzbehörde, der der MAD die Erkenntnisse zu Mundlos schon 1995 übermittelt hatte. Der MAD musste die Akte zu Mundlos nach dessen Ausscheiden aus der Bundeswehr aufgrund gültiger Datenschutzrichtlinien, dort festgelegter Fristen und der Begrenzung seiner Zuständigkeit auf den Bereich der Bundeswehr vernichten.
Gemeinsam mit dem Bundesamt für Verfassungsschutz sowie dem Thüringer Verfassungsschutz führte der MAD im Rahmen der Operation Rennsteig insgesamt zwölf V-Leute im Thüringer Heimatschutz. Ein V-Mann des MAD übermittelte kurz nach dem Abtauchen der drei Verdächtigen im Januar 1998 deren neuen Aufenthaltsort an die MAD-Stelle in Leipzig, allerdings soll diese Information nur innerhalb des MAD weiterverbreitet und nicht den anderen Verfassungsschutzbehörden zur Verfügung gestellt worden sein. Der durch das Thüringische Innenministerium mit der Aufklärung der Verfehlungen der Behörden beauftragte ehemalige BGH-Richter Schäfer wies in dem sogenannten Abschlussbericht der nach ihm benannten Schäfer-Kommission darauf hin, dass der MAD nach Informationen eines V-Mannes in einer Übermittlung an die zuständigen Verfassungsschutzbehörden frühzeitig auf das Abtauchen von Mundlos, Böhnhardt und Zschäpe in die Illegalität und die Bildung terroristischer Strukturen hinwies. Diese Information wurde allerdings bei den durch den MAD angeschriebenen Verfassungsschutzbehörden nicht weiter verfolgt.
Auch als Konsequenz aus der Affäre gab Präsident Birkenheier bekannt, sich für die Öffentlichkeit stärker öffnen zu wollen.

### Kritik
Zu verschiedenen Gelegenheiten ist von politischer Seite die Abschaffung des MAD angeregt oder gefordert worden, so im Oktober 2010 durch Vertreter der damaligen Regierungsparteien Union und FDP im Vertrauensgremium des Bundestags-Haushaltsausschusses (dies in erster Linie im Hinblick auf mögliche Kostenersparnisse) und im Sommer 2012 durch die Parteien Die Linke, Die Grünen und FDP – dies im Zusammenhang mit der Forderung nach Geheimdienstreformen als Reaktion auf die NSU-Affäre. Auch wird teilweise die Kritik geäußert, die Prüfung von Soldaten durch Soldaten könne zu einer gewissen Befangenheit führen. Es bestehe der latente Verdacht mangelnder professioneller Distanz.
Im Rahmen der Finanzkontrolle stellte der Bundesrechnungshof bei einer Stichprobe 2022 fest, dass 41 Prozent der Abrechnungsbelege fehlerhaft waren.